# Këlcyrë
Këlcyrë ([kəlt͡syɾ(ə)]; bepaalde vorm: Këlcyra; Grieks: Κλεισούρα, Klisoura) is de vierde kleinste stad (bashki) van het land. De stad telt 6000 inwoners (2011) en maakt deel uit van de zuidelijke prefectuur Gjirokastër, tegen de Griekse grens. Këlcyrë ligt aan de rivieren de Vjosë en de Dëshnicë.
Het stadje is een handelscentrum voor de bergachtige gebieden ten noorden en oosten ervan. Net ten westen van Këlcyrë wurmt de Vjosë zich door een diepe kloof, de Gryka e Këlcyrës ('kloof van Këlcyrë'). Langs beide kanten wordt de rivier er geflankeerd door ruim duizend meter hoge bergen.

## Naam
Een middeleeuwse kroniek vermeldt Këlcyrë met de Latijnse naam Clausura, 'fort', een vorm die in verband te brengen is met claudere ('sluiten'). Volgens het Byzantijnse Suda-lexicon sloeg deze benaming op de vestingen die zich langs de smalle rivierdoorgang bevonden. Tijdens de Byzantijnse periode werd de stad Κλεισούρα (Klisoura, dat in het Nieuwgrieks nog steeds 'bergengte' betekent) genoemd, van het werkwoord κλέω (kleo), dat eveneens 'sluiten' betekent (Nieuwgrieks: κλείνω, klino).

## Geschiedenis
In de burcht van Këlcyrë, die hoog boven de stad uittorent, zijn Illyrische muurresten gevonden. Er zijn eveneens graven uit de bronstijd ontdekt.
In de oudheid maakte de plaats achtereenvolgens deel uit van Epirus en Opper-Macedonië, vervolgens van het Romeinse Rijk. Tijdens de Tweede Macedonische Oorlog werd de nauwe Gryka e Këlcyrës gecontroleerd door de troepen van Philippos V en Athenagoras van Macedonië, in een poging de Romeinse consul Titus Quinctius Flamininus op te houden. De Macedoniërs hadden de doorgang gefortificeerd, en blokkeerden op die manier de Romeinse opmars in 198 voor Christus. Een herder zou de Romeinen echter door de bergen hebben geleid, waarna zij de Macedoniërs in de kloof langs twee kanten konden aanvallen en voor een eerste maal verslaan. De Romeinen bleven de smalle rivierdoorgang gebruiken, en bouwden er een kleine nederzetting, het huidige Këlcyrë.
Ten laatste in de 13e eeuw werd de actuele burcht gebouwd om het plaatsje te beschermen. In de begindagen van het Koninkrijk Albanië, op het einde van diezelfde eeuw, werd Këlcyrë bestuurd door de familie Muzaka. Correspondentie tussen de Romeinse Curie en de Albanese adel toont bijvoorbeeld aan dat graaf Mentul Muzaka er in 1319 aan de macht was. Na de verovering van het gebied door de Byzantijnen rebelleerde Këlcyrës bevolking in 1335 tegen de nieuwe machthebbers, en namen ze het fort in.
Onder de Ottomanen werd het fort uitgebreid, en in de 19e eeuw werd er ook een serail gebouwd. De stad kende een bloeiende periode als handelsknooppunt tussen Berat in het noordwesten, Korçë in het noordoosten en Gjirokastër in het zuidwesten.
De Inname van de Gryka e Këlcyrës (6-11 januari 1941) was een van de belangrijkste overwinningen van de Grieken tijdens de Grieks-Italiaanse Oorlog.

## Geografie
Këlcyrë ligt tussen de bergen Trebeshinë en Nemërçkë.

### Bestuurlijke indeling
Administratieve componenten (njësitë administrative përbërëse) na de gemeentelijke herinrichting van 2015 (inwoners tijdens de census 2011 tussen haakjes):
Ballaban (1047) • Dëshnicë (1159) • Këlcyrë (2651) • Sukë (1256).
De stad wordt verder ingedeeld in 49 plaatsen: Ball, Ballaban, Beduqas, Bënjë, Beqaraj, Bubës 1, Bubës 2, Çorogunj, Delilaj, Fratar, Fshat i Ri, Fshat Këlcyrë, Gërdas, Goricë, Kajcë, Katundishtë, Këlcyrë, Kodrishtë, Komarak, Kondas, Kuqar, Leskaj, Leskovec, Limar, Luar, Maleshovë, Mazhar, Mbrezhdan, Mërtinjë, Panarit, Pavar, Podgoran Fushë, Podgoran, Psar, Riban, Rodenjë, Senican, Shelq, Sukë, Taroninë, Tolar, Topojan, Toshkëz, Ujmirë, Varibop, Vinokash Fushë, Vinokash, Xhanaj, Zhepovë.

## Stadsbeeld en bezienswaardigheden
In Këlcyrë en omgeving staan enkele eeuwenoude orthodoxe kerken. Op het plein Sheshi Musa Fratari, dat naar volksheld Musa Fratari uit Këlcyrë is genoemd, staat tegenover een borstbeeld van de man de Kerk van Këlcyrë (Albanees: Kisha e Këlcyrës). Voorts is de teqe (derwisjenklooster) van Këlcyrë bezienswaardig. Het Sint-Niklaasklooster (Manastiri i Shën Kollit) bevindt zich in de Grykë e Këlcyrës.

## Vervoer
Ook vandaag de dag nog is de weg door de Gryka e Këlcyrës de voornaamste manier om Këlcyrë te bereiken, zowel vanuit het noorden (Tepelenë en de voornaamste centra van Albanië) als het zuiden (Përmet en Griekenland). Het gedeelte ten noorden van de stad, richting Berat, is echter slechts over een paar kilometer verhard, en is plaatselijk zeer moeilijk berijdbaar. Desondanks wordt de weg, die in de jaren 1930 door de Italianen werd gebouwd en sindsdien nauwelijks werd onderhouden, op veel landkaarten voorgesteld als een belangrijke doorgangsweg.

## Sport
Voetbalclub KF Këlcyra speelt in de Kategoria e Dytë, Albaniës derde nationale klasse. Het team speelt zijn thuiswedstrijden op het Fusha Sportive Këlcyrë, dat een capaciteit heeft van 1000 zitplaatsen.

## Geboren

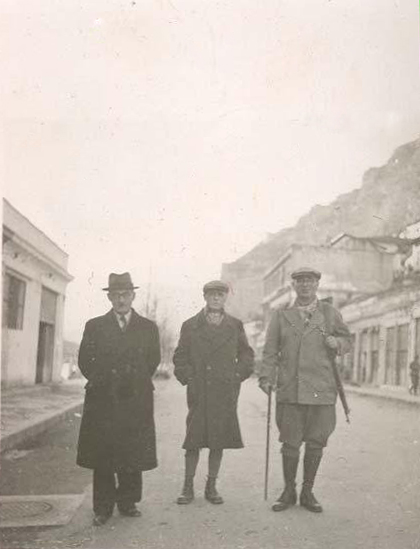
Ali Këlcyra, Midhat Frashëri en Thoma Orollogaj, leiders van de nationalistische organisatie Balli Kombëtar, in Berat (1944)

- Thoma Orollogaj (1888-1947), verzetsstrijder en minister van Justitie
- Ali Këlcyra (1891-1963), verzetsstrijder en parlementslid
- Sejfulla Malëshova (1901-1971), schrijver en politicus
- Musa Fratari, volksheld
- Niko Tyto, schrijver (Malëshovë)

Belsh · Berat · Bulqizë · Cërrik · Delvinë · Devoll · Dibër · Dimal · Divjakë · Dropull · Durrës · Elbasan · Fier · Finiq · Fushë-Arrëz · Gjirokastër · Gramsh · Has · Himarë · Kamëz · Kavajë · Këlcyrë · Klos · Kolonjë · Konispol · Korçë · Krujë · Kuçovë  · Kukës · Kurbin · Lezhë · Libohovë · Librazhd · Lushnjë · Malësi e Madhe · Maliq · Mallakastër · Mat · Memaliaj · Mirditë · Patos · Peqin  · Përmet · Pogradec · Poliçan · Prrenjas · Pukë · Pustec · Roskovec · Rrogozhinë · Sarandë · Selenicë · Shijak · Shkodër · Skrapar · Tepelenë · Tirana · Tropojë · Vau i Dejës · Vlorë · Vorë

Deelgemeenten · Gemeenten · Prefecturen